# Espiñeira (Orense)
Espiñeira (llamada oficialmente San Pedro de Espiñeira) es una parroquia y una aldea del municipio español de Irijo, en la provincia de Orense, Galicia.

## Organización territorial
La parroquia está formada por seis entidades de población:
- Carballeda
- Couso
- Espiñeira
- Espiño (O Espiño)
- Munín
- Trabazón

## Demografía

### Parroquia
| Gráfica de evolución demográfica de Espiñeira (parroquia) entre 2000 y 2022 |
|                                                                             |
| Datos según el nomenclátor publicado por el INE.                            |

### Aldea
| Gráfica de evolución demográfica de Espiñeira (aldea) entre 2000 y 2022 |
|                                                                         |
| Datos según el nomenclátor publicado por el INE.                        |